# Паоло Соррентіно
Пао́ло Сорренті́но (італ. Paolo Sorrentino; 31 травня 1970, Неаполь, Італія) — італійський кінорежисер та сценарист. П'ятиразовий лауреат італійської національної кінопремії «Давид ді Донателло». Номінант та володар багатьох інших престижних фестивальних та кінематографічних нагород .

## Біографія
Народився 31 травня 1970 року в Неаполі, Італія. Батьки майбутнього режисера померли, коли йому було 17 років, потрапивши в аварію. Паоло навчався на факультеті бізнесу та економіки, але у 25-річному віці вирішив зайнятися кінематографом. Першими роботами Соррентіно стали сценарії, написані для короткометражних стрічок, серед яких однією з перших стала «Порошок Неаполя» (1998). У цей період він працював на телебаченні, де писав сценарії до телешоу й серіалів.

## Кар'єра в кіно
Як режисер Паоло Соррентіно дебютував у 1998 році з короткометражним фільмом «Любов не має меж» (L'amore non ha confini). 2001 року він зняв свою першу повнометражну стрічку «Зайва людина». Ця трагікомедія з успіхом пройшла у прокаті, а Паоло Соррентіно був нагороджений кінопремією «Срібна стрічка» (Nastro D'Argento) від Національного синдикату італійських кіножурналістів. З цього фільму розпочалася співпраця режисера та актора Тоні Сервілло.
Світове визнання прийшло до Паоло Соррентіно у 2004 році після виходу трилера «Наслідки кохання», захоплюючої історії про бізнесмена-невдаху, який стає пішаком в руках мафії. Прем'єра фільму відбулася у рамках конкурсної програми Каннського кінофестивалю, згодом стрічка отримала і міжнародне визнання — фільм отримав численні премії та номінації, включаючи номінацію на Золоту пальмову гілку Каннського кінофестивалю 2004 року.
Наступною режисерською кінороботою Соррентіно стала драма «Друг сім'ї» (2006), історія про життя та гріхи сучасного «Гобсека», одержимого бажанням спокусити доньку одного зі своїх клієнтів. Стрічка також принесла режисерові номінацію на «Золоту пальмову гілку» Каннського кінофестивалю 2006 року. У цьому ж році відбувся дебют Паоло Соррентіно як актора — у фільмі італійського режисера Нанні Моретті «Кайман» він зіграв епізодичну роль.
У 2008 році в прокат вийшла біографічна драма Паоло Соррентіно «Дивовижний» про легендарного італійського прем'єр-міністра Джуліо Андреотті, який зробив блискучу кар'єру політика, але наприкінці 1990-х був звинувачений у зв'язках з мафією. Стрічка виграла Приз журі Каннського кінофестивалю 2008 року та італійський Золотий Глобус за найкращий сценарій, написаний самим режисером. Крім того фільм було номіновано на премію «Оскар» в категорії «Найкращий грим та зачіски».

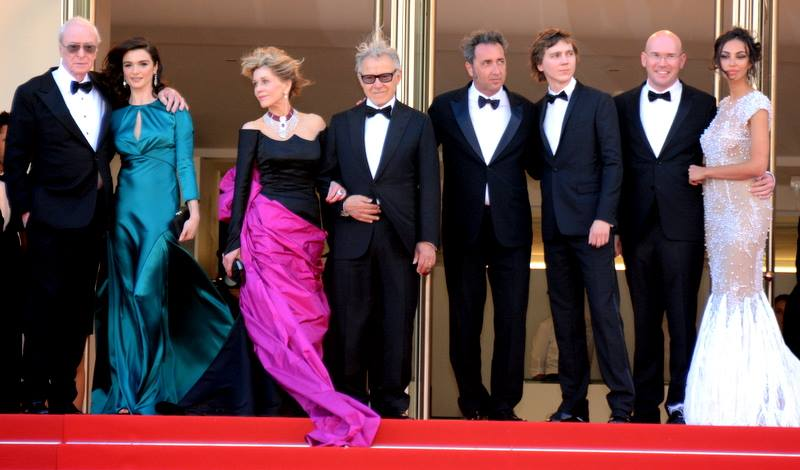
Паоло Соррентіно з командою фільму «Юність» на Каннському кінофестивалі, 2015

У 2011 році Паоло Соррентіно зняв свій перший англомовний фільм «Де б ти не був» з Шоном Пенном у головній ролі. Герой стрічки — рок-ідол, якому надокучило спокійне життя і слава, тому він вирушає на пошуки вбивці свого батька, нацистського злочинця, що втік до США. Фільм демонструвався на Каннському кінофестивалі у 2011 році, був номінований на Золоту пальмову гілку та виграв Приз глядацьких симпатій.
Фільм Паоло Соррентіно 2013 року, що оспівує Рим, «Велика краса» брав участь в конкурсі Каннського фестивалю, удостоєний чотирьох призів Європейської кіноакадемії, зокрема за найкращий фільм року
, був відзначений «Оскаром», «Золотим глобусом» та премією BAFTA у категоріях за «Найкращий фільм іноземною мовою».
У 2015 році на екрани вийшов фільм Соррентіно «Юність» з Майклом Кейном та Гарві Кейтелем у головних ролях. Стрічка, що розповідає історію літнього диригента оркестру, який отримав несподіване запрошення від королеви Єлизавети II виступити на дні народження принца Філіпа, змагалася за Золоту пальмову гілку 68-го Каннського кінофестивалю та отримала низку фестивальних та професійних кінонагород та номінацій.
Великий міжнародний успіх мала частково автобіографічна драма 2021 року «Рука Бога». Неоднозначні відгуки отримали драми «Сільвіо та інші» (2018) та «Партенопа» (2024).
У 2025 році зрежисував і написав драму «Благодать», головну роль в якій вкотре виконав постійний актор Соррентіно Тоні Сервілло.

## Фільмографія
| Рік  | Українська назва | Оригінальна назва                                 | Примітки   |
| ---- | ---------------- | ------------------------------------------------- | ---------- |
| 2001 | Зайва людина     | L'uomo in più                                     |            |
| 2004 | Наслідки кохання | Le conseguenze dell'amore                         |            |
| 2006 | Друг сім'ї       | L'amico di famiglia                               |            |
| 2008 | Дивовижний       | Il divo: La spettacolare vita di Giulio Andreotti |            |
| 2011 | Де б ти не був   | This Must Be the Place                            |            |
| 2013 | Велика краса     | La grande bellezza                                |            |
| 2015 | Юність           | La giovinezza                                     |            |
| 2016 | Молодий Папа     | The Young Pope                                    | мінісеріал |
| 2018 | Сільвіо та інші  | Loro                                              |            |
| 2020 | Новий Папа       | The New Pope                                      | мінісеріал |
| 2021 | Рука Бога        | È stata la mano di Dio                            |            |
| 2024 | Партенопа        | Partenope                                         |            |
| 2025 | Благодать        | La grazia                                         |            |

## Визнання
| Рік                                                                 | Категорія                                  | Фільм            | Результат |
| ------------------------------------------------------------------- | ------------------------------------------ | ---------------- | --------- |
| Золоті кубки, Італія                                                |                                            |                  |           |
| 2001                                                                | Золотий кубок за найкращий сценарій        | Зайва людина     | Перемога  |
| Кінофестиваль незалежного кіно в Буенос-Айресі                      |                                            |                  |           |
| 2002                                                                | Найкращий фільм                            | Зайва людина     | Номінація |
| 2002                                                                | Приз молодіжного журі                      | Зайва людина     | Номінація |
| Премія Давид ді Донателло                                           |                                            |                  |           |
| 2002                                                                | Найкращий режисер-новачок                  | Зайва людина     | Номінація |
| 2002                                                                | Найкращий сценарій                         | Зайва людина     | Номінація |
| 2005                                                                | Найкращий фільм                            | Наслідки кохання | Перемога  |
| 2005                                                                | Найкращий режисер                          | Наслідки кохання | Перемога  |
| 2005                                                                | Найкращий сценарій                         | Наслідки кохання | Перемога  |
| 2009                                                                | Найкращий фільм                            | Дивовижний       | Номінація |
| 2009                                                                | Найкращий режисер                          | Дивовижний       | Номінація |
| 2009                                                                | Найкращий сценарій                         | Дивовижний       | Номінація |
| 2012                                                                | Найкращий фільм                            | Де б ти не був   | Номінація |
| 2012                                                                | Найкращий режисер                          | Де б ти не був   | Номінація |
| 2012                                                                | Найкращий сценарій                         | Де б ти не був   | Перемога  |
| 2014                                                                | Найкращий фільм                            | Велика краса     | Номінація |
| 2014                                                                | Найкращий режисер                          | Велика краса     | Перемога  |
| 2014                                                                | Найкращий сценарій                         | Велика краса     | Номінація |
| 2014                                                                | Приз Давид молодих                         | Велика краса     | Номінація |
| Срібна стрічка Італійського національного синдикату кіножурналістів |                                            |                  |           |
| 2002                                                                | Найкращий режисер-новачок                  | Зайва людина     | Перемога  |
| 2002                                                                | Найкращий сценарій                         | Зайва людина     | Номінація |
| 2005                                                                | Найкращий режисер                          | Наслідки кохання | Номінація |
| 2005                                                                | Найкращий оригінальний сюжет               | Наслідки кохання | Номінація |
| 2007                                                                | Найкращий оригінальний сюжет               | Друг сім'ї       | Номінація |
| 2009                                                                | Найкращий режисер                          | Дивовижний       | Перемога  |
| 2009                                                                | Найкращий сценарій                         | Дивовижний       | Перемога  |
| 2012                                                                | Найкращий режисер                          | Де б ти не був   | Перемога  |
| 2012                                                                | Найкращий сценарій                         | Де б ти не був   | Номінація |
| 2013                                                                | Найкращий режисер                          | Найкраща краса   | Номінація |
| 2013                                                                | Найкращий сценарій                         | Найкраща краса   | Номінація |
| 2015                                                                | Найкращий режисер                          | Юність           | Перемога  |
| 2015                                                                | Найкращий сценарій                         | Юність           | Номінація |
| Каннський кінофестиваль                                             |                                            |                  |           |
| 2004                                                                | Золота пальмова гілка                      | Наслідки кохання | Номінація |
| 2006                                                                | Золота пальмова гілка                      | Друг сім'ї       | Номінація |
| 2008                                                                | Золота пальмова гілка                      | Дивовижний       | Номінація |
| 2008                                                                | Приз журі                                  | Дивовижний       | Перемога  |
| 2011                                                                | Золота пальмова гілка                      | Де б ти не був   | Номінація |
| 2011                                                                | Приз екуменічного журі                     | Де б ти не був   | Перемога  |
| 2013                                                                | Золота пальмова гілка                      | Велика краса     | Номінація |
| 2015                                                                | Золота пальмова гілка                      | Юність           | Номінація |
| Приз Європейської кіноакадемії                                      |                                            |                  |           |
| 2005                                                                | Найкращий режисер                          | Наслідки кохання | Номінація |
| 2008                                                                | Найкращий режисер                          | Дивовижний       | Номінація |
| 2008                                                                | Найкращий сценарист                        | Дивовижний       | Номінація |
| 2013                                                                | Найкращий фільм                            | Велика краса     | Перемога  |
| 2013                                                                | Найкращий режисер                          | Велика краса     | Перемога  |
| 2013                                                                | Найкращий сценарист (з Умберто Контарелло) | Велика краса     | Номінація |
| Золотий Ґрааль                                                      |                                            |                  |           |
| 2005                                                                | Найкращий драматичний режисер              | Наслідки кохання | Перемога  |
| 2005                                                                | Найкращий драматичний режисер              | Друг сім'ї       | Номінація |
| 2005                                                                | Найкращий драматичний режисер              | Дивовижний       | Перемога  |
| Міжнародний кінофестиваль у Чикаго                                  |                                            |                  |           |
| 2006                                                                | Ґран-прі Золотий Г'юґо                     | Друг сім'ї       | Номінація |
| Талліннський кінофестиваль «Темні ночі»                             |                                            |                  |           |
| 2006                                                                | Ґран-прі                                   | Друг сім'ї       | Номінація |
| 2008                                                                | Ґран-прі                                   | Дивовижний       | Номінація |
| 2013                                                                | Ґран-прі                                   | Велика краса     | Перемога  |
| Премія Сезар                                                        |                                            |                  |           |
| 2014                                                                | Найкращий фільм іноземною мовою            | Велика краса     | Номінація |
| Премія                                                              |                                            |                  |           |
| 2014                                                                | Найкращий неангломовний фільм              | Велика краса     | Перемога  |
| Міжнародний кінофестиваль у Карлових Варах                          |                                            |                  |           |
| 2015                                                                | Приз глядацьких симпатій                   | Юність           | Перемога  |